# Педру Тіагу Орлеан-Браганса
Принц Педру Тіагу Орлеан-Браганса (порт. Pedro Tiago Maria de Orléans e Bragança ; 12 січня 1979, Петрополіс, Бразилія) — член бразильського імператорського роду. Прихильники Петрополіської лінії бразильського імператорського дому визнають його імператорським принцом Бразилії з 2007 та першим у лінії наслідування вакантного бразильського престолу.
Повне ім'я — Педру Тіагу Марія Мігель Габріель Рафаель Гонзага де Орлеан і Браганса і Кун де Соуза .

## Життєпис
Народився в Петрополісі, єдиний син принца Педру Карлуша Орлеан-Браганси (нар. 1945) та його першої дружини Роні Рун де Соуза (1938—1979), яка померла через два дні після його народження .
У Педру Тіагу є молодший зведений брат, принц Філіпе Родріго Олександр Орлеан-Браганса (нар. 1982), єдиний син його батька від другого шлюбу з Патрицією Олександрою Браскомб.
26 травня 1992 13-річний Педру Тіагу був викрадений дорогою до школи, викрадачі вимагали у батьків за нього викуп у розмірі 5 мільйонів доларів . 2 червня його було звільнено в результаті поліцейської операції в передмісті Ріо-де-Жанейро . Під час операції зі звільнення загинули четверо злочинців.
У січні 2002 Крістіна Марія Орлеан-Браганса, тітка Педру Тіагу, звинуватила його в крадіжці набору порцелянового посуду з палацу в Грао-Пара . 22-річного Педру Тіагу було засуджено.1[джерело?]
У 2017 проживав у районі Жакарепагуа і зустрічався з підприємницею Патрісією Лімою (нар. 1974) . Професійно займається швидкісним спуском на гірському велосипеді  .

### Династичні нагороди
- Кавалер Великого Хреста ордена Педру I
- Кавалер Великого Хреста ордену Троянди [7]